# Lady Oscar
"Lady Oscar" (japanski ベルサイユのばら, "Versailles no bara") je povijesno-pustolovna romantična anime serija iz 1979. godine koju su režirali Osamu Dezaki i Tadao Nagahama a koja se odigrava tijekom Francuske revolucije u 18. stoljeću. Serija ima 40 epizoda te je snimljena po istoimenoj mangi objavljenoj od 1972. do 1973. čiji je autor Riyoko Ikeda. Serija je također adaptirana u nekoliko navrata u "Takarazuka Revue" mjuzikle a snimljen je i ne osobito hvaljen francusko-japanski igrani film 1979. kojeg je režirao Jacques Demy, dok je za 2010. bio najavljen dugometražni anime film o čijem se statusu još uvijek nagađa.
1987. objavljen je TV-film "The Rose of Versailles: I'll Love You As Long As I Live", koji je zapravo kompilacija najbitnijih epizoda iz serije. Serija je ostala nevjerojatno popularna u Italiji. Mnogi likovi u priči, kao što su Marija Antoaneta i Madame du Barry, su stvarne povijesne ličnosti, iako je glavna junakinja Oscar izmišljena. U 2005., TV Asahi je objavio dvije liste "100 najboljih animiranih ostvarenja", a "Lady Oscar" se našla na 74. mjestu na listi koja je sastavljena prema anketi provedenoj diljem nacije. Serija je zadnji put emitirana u Francuskoj 2005. – 2009. na kanalu Mangas a u Njemačkoj 1995. na kanalu RTL 2, te 2003. na kanalu Tele 5 koji je pak emitirao samo 10 epizoda. U Hrvatskoj serija još nije emitirana.
U časopisu Animage, "Lady Oscar" je 1980. osvojila 10. mjesto na listi najboljih anime ostvarenja godine s 215 glasova. U istom izadnju, naslovna pjesma proglašena je 19. najomiljenijom pjesmom u nekom animeu te godine. Iduće godine, serija se opet našla na listi najboljih animea kada je osvojila također visoko 16. mjesto sa 128 glasa.

## Radnja
U Francuskoj se 1755. rodila 6. kćerka u uglednoj obitelji Jarjayes, nazvana Oscar Francois. Sve bi bilo u redu da njen otac nije nitko drugi nego član slavne kraljevske garde koji je očekivao sina da nasljedi njegov posao. Stoga on odluči odgojiti svoju kćerku Oscar kao dečka, te ju nauči mačevanju i borilačkim vještinama. Oscar je, zajedno s vjernim prijateljom Andreom, već od mladenačkih dana poslana u Versailles i dobila zadatak biti tjelohranitelj tada još mlade Marije Antoanete, nekadašnje nadvojvotkinje Austrije. Iako isprva nije oduševljena tim zadatkom, smatrajući da je postala dadilja, Oscar i Marija s vremenom steknu poštovanje jedno prema drugom. Oscar joj čak u nekoliko navrata spasi život.
Kao odrasla osoba, Oscar je postala zapovjenik/zapovjednica straže palače te je u svoj dom primila siromašnu i izgladnjelu djevojku Rosalie. Andre se zaljubio u Oscar, ali isprva ništa nije htio reči, pogotovo kada je ona bila zaljubljena u Hansa-Axela von Fersena koji ju je odbio i koji je imao aferu s Marijom. No von Fersenu je bilo naređeno da napusti Francusku kako bi se sačuvao ugled kraljevske obitelji, pa je Marija pala u depresiju i počela trošiti riznicu kraljevstva kako bi kupovala dragulje. Ubrzo se umiješala i podla Jeanne de Valois-Saint-Rémy koja je varkama ukrala novac za kupnju skupe ogrlice te sve podvalila Mariji, što je izazvalo skandal i tzv. aferu kraljičine ogrlice. Također je dodatni problem na dvoru izbio kada Antoaneta nije htjela razgovarati s Madame du Barry, ljubavnicom kralja Luja XV. Nakon njegove smrti, Antoaneta je postala kraljica.
Razočarana ljubavlju, Oscar daje otkaz i zapošljava se kao zapovjednica vojske kako bi zaboravila na von Fersena a Andre ju slijedi i postaje vojnik. Tijekom svojeg života, Oscar otkriva bijedu svojeg naroda i rastrošnost kraljevske obitelji. Vrijeme prolazi i godina je 1789., doba velikih previranja u Francuskoj, a Oscar se mora odlučiti hoće li biti vjerna kraljevskoj obitelji ili gladnom narodu. Na kraju se odluči za narod. 14. srpnja, slabo organizirani seljaci su laka meta, no tada stupa Oscar na scenu te upotrijebi svoju vojničku strategiju kako bi im pomogla, čime dolazi do pada Bastille, ali ona podliježe ranama. Prije nego što pogiba u borbi, priznala je ljubav Andreu i oni su proveli ljubavnu noć zajedno. Antoaneta i njena obitelj su smaknuti.

## Glasovi
- Reiko Tajima - Oscar Francois de Jarjayes
- Yu Mizushima - André Grandier
- Nachi Nozawa - Hans-Axel von Fersen
- Miyuki Ueda - Marija Antoaneta
- Hisashi Katsuda - Luj XV., kralj Francuske
- Rihoko Yoshida - Rosalie Lamorlière
- Reiko Mutoh - Madme de Polignac
- Yoshiko Kimiya - Madame du Barry
- Yoneko Matsuke - Jeanne de Valois-Saint-Rémy
- Katsuji Mori - Maximilien Robespierre

## Zanimljivosti
- Ovaj anime je navodno inspirirao stvaranje serije "Utena".
- Kosa junakinje Oscar postaje sve duža i duža što je ova starija u seriji.
- Strip je jedan od najujtecajnijih mangi ikada napisanih.[10] Autor Ikeda je 1986. objavio slabo zapaženu mangu "Napoleonova slava", koja sadrži neku likove iz ove priče, ali se ne može smatrati pravim "nastavkom" pošto se radnja vrti oko Napoleona.

## Utjecaj
“Lady Oscar” se trenutno nalazi na 14. mjestu na listi najprodavanijih shōjo manga svih vremena, pošto je strip rasprodan u 15 milijuna izdanja diljem svijeta te 12 milijuna samo u Japanu, gdje je bio "nacionalni best seller". Ipak, nije osobito poznata u Sjevernoj Americi (izuzev u Quebecu) zbog manjka publiciteta u to vrijeme, ali se smatra klasikom japanske mange. Anime se našao među 100 najdražih anime serija na listi TV Asahija 2005. Zasad su manga i anime prevedeni na arapski, turski, francuski, španjolski, talijanski, njemački, indonezijski i kineski. Strip je bio toliko popularan da su neko vrijeme nakon njega Japanci masovno počeli učiti francuski jezik a Francuska i Versailles su postali popularne turističke destinacije za japanske putnike.
Susan J. Napier je opisala „Lady Oscar“ kao „posebno dobar primjer idealizirane Zapadne egzotike“. Tierney tvrdi da se estetika serije ne može opisati ni kao potpuno japanska ni kao potpuno Zapadna. Deborah Shamoon tvrdi da je serija razvila shōjo mangu od žanra za djecu i pretvorila ga u žanr i za odraslu publiku. Shamoon je također otkrila suptilne gay elemente u odnosu Andrea i Oscar, pošto se ona oblači i ponaša kao muškarac.
„Lady Oscar“ je podosta slavna i zbog toga što je bila prva manga koja je ikada imala „scenu u krevetu“, što je ostavilo „dubok dojam“ na čitateljice stripa uključujući i kritiziranje adaptaciju iste u animiranoj seriji od obožavatelja. Yukari Fujimoto je izjavila: "za nas osnovnoškolke i srednjoškolke u to vrijeme, naš koncept seksa je popravljen tom mangom."

## Kritike
| „                  | Portet povijesnih likova u ovom animeu je jako impresivan. Oni su prikazani kao pravi ljudi s vlastitim problemima i sukobima kako ne bi bili samo imena u nekoj povijesnoj knjizi, što je vrlo privlačno. A što se tiče priče, ona je jako intrigantna, iako počinje vrlo sporo. Mnogi povijesni događaji iz tog vremena, uključujući i revoluciju, su obrađeni jako točno te su fino uključeni kako bi se doimali uvjerljivima. | ” |
| — Jennifer Berman, | |   |

| „               | Stvarno ulazi u to što znači boriti se i pasti, te daje priču punu obrata s odličnim otvorenim krajevima i vrhunskom karakterizacijom likova. | ” |
| — Anime Planet, | |   |

| „      | Prava je šteta što ova serija nije bolje zapamćena, poput nekih animea iz kasnih 70-ih i ranih 80-ih. | ” |
| — Kei, | |   |

| „      | "Lady Oscar" se izdvaja po meni zato što je starija serija kod koje sam se osjećao ugodno gledajući ju, no drugi će biti privučeni snažnim likovima i pričom. Zaboravite zastarjeli dizajn i animacijski stil; ovo je serija koju morate vidjeti!. | ” |
| — Eek, | |   |

| „            | Ljepota ove serije leži u postepenoj intenzifikaciji odnosa likova, tako da se uvod bavi više s osobnim problemima dok se velika slika razvija postepeno. | ” |
| — Kjeldoran, | |   |

## Vanjske poveznice
- Lady Oscar u internetskoj bazi filmova IMDb-a
- Lady Oscar na Anime News Network Encyclopedia
- Lady Oscar na AnimeNFO.com
- Službene stranice
- (tal.) Lady Oscar (Anime Mundi)  Arhivirana inačica izvorne stranice od 25. ožujka 2009. (Wayback Machine)